# Regionalmuseum Neubrandenburg
El Regionalmuseum Neubrandenburg se fundó en 1872 por iniciativa de la Neubrandenburger Museumsverein, creada específicamente con este fin. La zona de influencia y el impacto del museo, cuyo nombre ha cambiado varias veces a lo largo de su historia, han sido suprarregionales desde el principio. En 1873, la asociación inauguró su primera exposición permanente sobre la historia de la región en la torre principal de la Treptower Tor de Neubrandenburg. El resultado fue el primer museo cívico de la región de Mecklemburgo-Strelitz. El museo permaneció bajo los auspicios de la asociación hasta mediados de la década de 1930 y sólo pasó a ser responsabilidad de la ciudad cuando la asociación decidió disolverse bajo la presión nacionalsocialista.
Hasta 1989, el museo de Neubrandenburg funcionó como «Museo del distrito histórico». Actuaba como guía para otros museos del distrito de Neubrandenburg. En la actualidad, el Museo Regional de Neubrandeburgo cumple las funciones de museo de la ciudad de Neubrandenburg en varios lugares de exposición, con diversas actividades y amplias colecciones, y es uno de los museos histórico-culturales más antiguos de museos de Mecklemburgo-Pomerania Occidental.
Además de las colecciones de historia de la ciudad, el museo posee una de las dos mayores colecciones de etnología no europea de Mecklemburgo-Pomerania Occidental. El núcleo de esta área de la colección es la colección de los Mares del Sur del médico Bernhard Funk.

## Literatura
- Neubrandenburger Mosaik: Anuario de Historia Local del Museo Regional de Neubrandenburg. Neubrandenburg, 1975 y ss.
- Maubach, Peter: Conservar la historia: 125 años del Museo de Neubrandenburg. Neubrandenburg, 1998 [Serie de publicaciones del Museo Regional de Neubrandenburg, número 29].

## Enlaces web
- Wikimedia Commons alberga una categoría multimedia sobre Regionalmuseum Neubrandenburg.
- Página web: www.museum-neubrandenburg.de